# Elasmoscelis decora
Elasmoscelis decora är en insektsart som först beskrevs av Walker 1851.  Elasmoscelis decora ingår i släktet Elasmoscelis och familjen Lophopidae. Inga underarter finns listade i Catalogue of Life.